# SOS Sahel
 (décembre 2022).
Si vous disposez d'ouvrages ou d'articles de référence ou si vous connaissez des sites web de qualité traitant du thème abordé ici, merci de compléter l'article en donnant les références utiles à sa vérifiabilité et en les liant à la section « Notes et références ».
SOS Sahel, créée au Sénégal en 1976, est une ONG internationale de développement durable, intervenant dans onze pays de la bande sahélienne.
La mission de SOS Sahel est d’assurer la sécurité alimentaire et nutritionnelle des communautés rurales d’Afrique sub-saharienne. les équipes de SOS Sahel travaillent avec ses partenaires sur le terrain à un projet commun, visant à développer l'entreprenariat et les solutions innovantes fondées sur les connaissances et les savoir-faire locaux. La valorisation des ressources humaines et richesses naturelles du Sahel et la promotion des initiatives locales, pour l'atteinte des Objectifs de Développement Durable, sont au cœur des programmes que l'ONG met en œuvre.
L’approche sécurité alimentaire de SOS Sahel englobe tous les aspects qui concourent au développement durable – social, économique et environnemental des populations rurales les plus vulnérables du Sahel. SOS Sahel agit sur l’ensemble de la région, donne accès à des ressources qui augmentent les opportunités de croissance et privilégie l’échange des connaissances et des pratiques pour transformer les défis du Sahel en opportunités.

## Historique
SOS Sahel est née à la suite des grandes sécheresses sahéliennes des années 1973-1974 et à l'appel du président sénégalais Léopold Sédar Senghor auprès de ses connaissances dans la société civile en Europe (particulièrement en France) et en Afrique.

## Missions
L'activité principale de SOS Sahel lors de sa fondation était axée sur l'accès à l'eau potable dans la zone sahélienne grâce à la réalisation de forages de puits et à l'installation de pompes à eau en zone désertique. Depuis, elle mène des projets de développement durable dans la zone sahélienne, du Sénégal à Djibouti. 
Désormais, le cœur de sa mission est la sécurité alimentaire et nutritionnelle des communautés rurales dans les zones rurales arides et semi-arides de 11 pays du Sahel (le Burkina Faso, le Sénégal, le Mali, la Mauritanie, le Niger, le Tchad, le Soudan, Soudan du sud, l'Ethiopie, Djibouti, le Cameroun). Portées par les Sahéliennes et Sahéliens, les actions déployées visent à développer les accès aux services fondamentaux que sont l'eau, la santé, et l'éducation – et à promouvoir une agriculture durable pour préserver un environnement fragilisé par la désertification et le changement climatique.
SOS Sahel est une organisation non gouvernementale de type association loi de 1901 reconnue d'utilité publique et labellisée Don en confiance. SOS Sahel a été fondée au Sénégal en 1976 par le Président Léopold Sédar Senghor à la suite d’une période de sécheresses extrêmes. SOS Sahel agit aujourd’hui dans 11 pays de la bande sahélienne, du Sénégal à Djibouti.